# Thác Mai

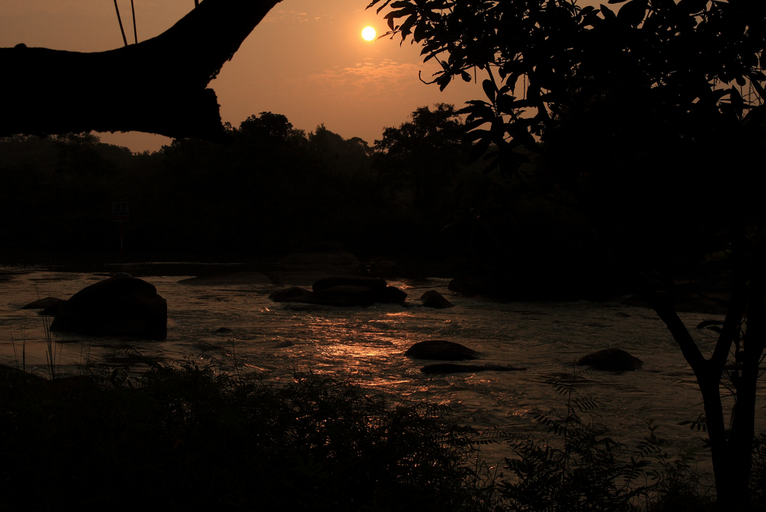
Cảnh chiều tà ở Thác Mai

Thác Mai là thác trên sông La Ngà ở ranh giới huyện Định Quán tỉnh Đồng Nai và huyện Đức Linh tỉnh Bình Thuận, Việt Nam .
Thác cách Thành phố Hồ Chí Minh khoảng 130 km. Từ ngã ba Dầu Giây đi theo quốc lộ 20 qua cầu La Ngà gần 10 km là đến. Tại khu vực thác đã xây dựng Khu du lịch sinh thái Bầu Nước sôi - Thác Mai .

## Vị trí địa lý
Sông La Ngà bắt nguồn từ cao nguyên Langbiang chảy về phương nam và đổ vào sông Đồng Nai ở nơi nay là hồ Trị An.
Thác Mai trên sông La Ngà ở ranh giới xã Gia Canh huyện Định Quán tỉnh Đồng Nai và xã Đức Hạnh huyện Đức Linh tỉnh Bình Thuận .

## Đặc điểm
Thác khá lớn, có chiều dài khoảng 2 km, được hợp thành từ vô số dòng suối, thác và sông con. Nước và đá nối tiếp nhau trùng điệp ở thác, như dòng thác không có chỗ tận cùng. Hai bên bờ sông có nhiều hang động với những hòn đá chông chênh tạo cho khung cảnh hoang sơ, huyền bí.

## Khơi dậy tiềm năng du lịch
Với sự ưu ái của thiên nhiên, đã tạo cho Đồng Nai nhiều tiềm năng về du lịch sinh thái, thế nhưng chúng ta vẫn chưa khai thác được hết những thế mạnh này. Để phát triển các khu du lịch sinh thái chúng ta cần có sự quan tâm và đầu tư hơn nữa nhằm xây dựng, phát triển các điểm du lịch này theo hướng khu nghỉ dưỡng. Thác Mai là một trong số những khu du lịch sinh thái mới, do đó chúng ta cần có những hướng phát triển cụ thể để biến Thác Mai thành điểm lý tưởng được mọi người chọn để du lịch vào các dịp lễ tết, hoặc nghỉ ngơi vào mỗi tuần sau khi làm việc mệt nhọc.
1. Cải tạo lại các bãi tắm tự nhiên để du khách có thể hòa mình vào dòng nước,đó là 1 điểm đặc biệt của thác.
2. Mở rộng quan hệ với các công ty du lịch trong nước cũng như nước ngoài để đưa các tuor du lịch ngày càng nhiều đến với Thác Mai
3. Quảng bá khu du lịch sinh thái Thác Mai thông qua các hội nghị du lịch, liên hoan du lịch cũng như hội chợ du lịch được tổ chức trong nước cũng như quốc tế nhằm thu hút du khách.
4. Xây dựng nhà văn hóa cộng đồng trong khuôn viên thác để lưu trữ cũng như giới thiệu các sản phẩm đặc trưng của thác và các sản phẩm của đồng bào dân tộc địa phương để bán cho du khách làm quà lưu niệm.

## Một vài hình ảnh về thác

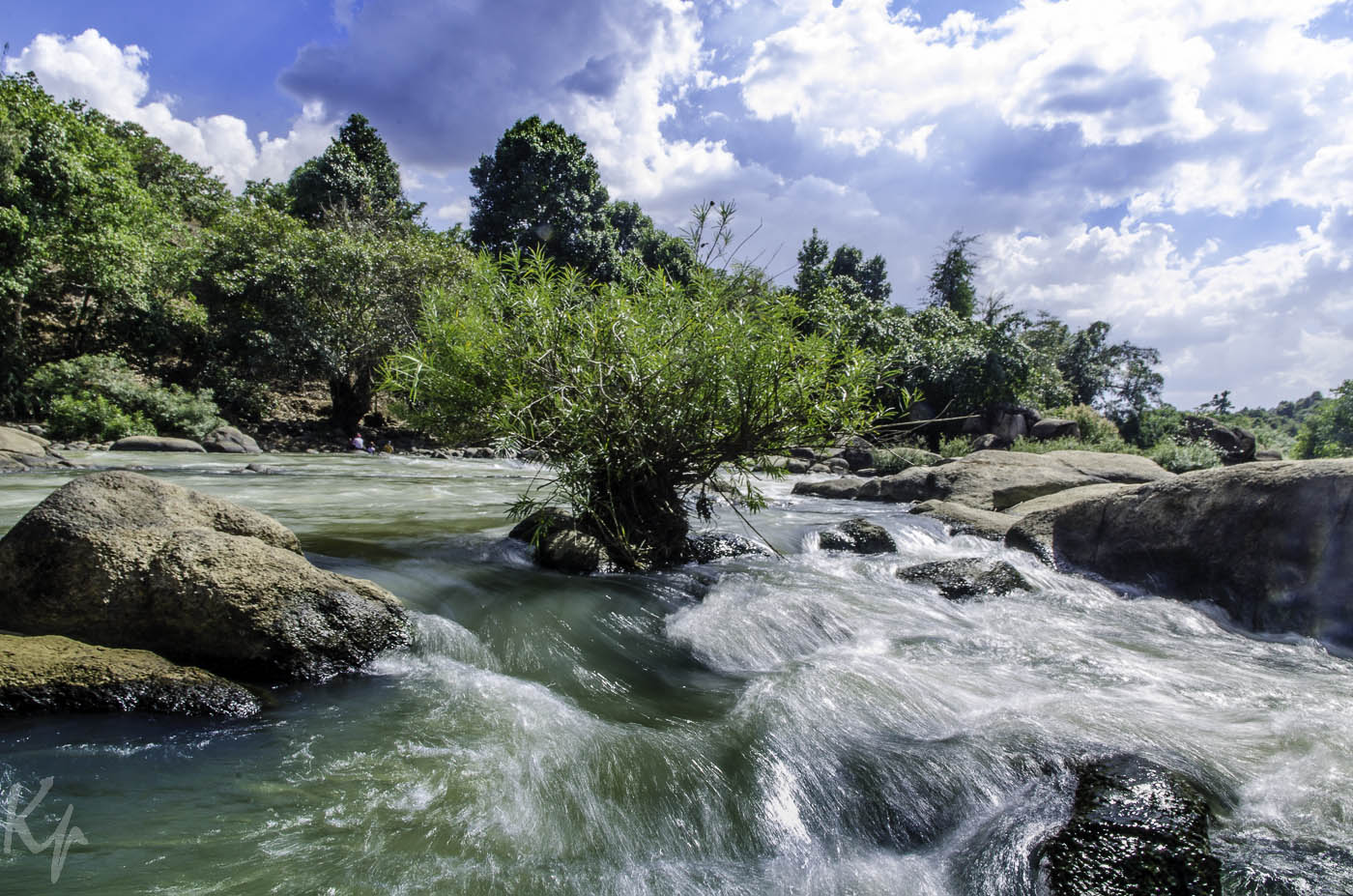
Buổi sớm tinh sương...
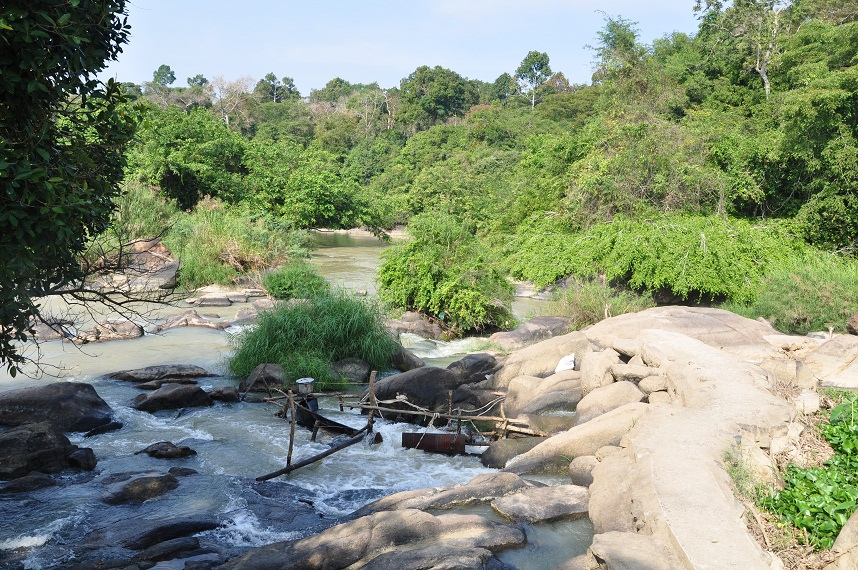
Nắng vàng...
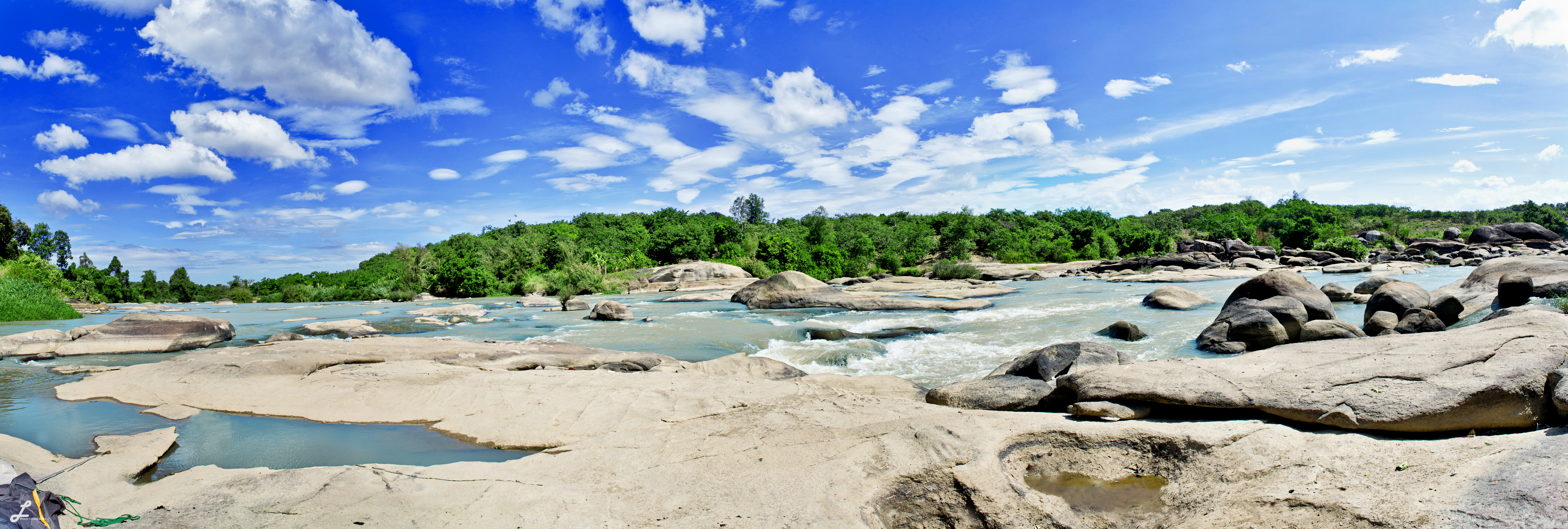
Vẻ đẹp hoang sơ, huyền bí